# 傑克·謝潑德
傑克·謝潑德（Jack Shephard），是美國廣播公司懸疑類電視連續劇《迷失》的角色之一，由馬修·福克斯飾演。《迷》的原創人J·J·艾布斯曾於美國雜誌《娛樂周刊》（英語：Entertainment Weekly）稱頌傑克·謝潑德這角色可能是電視連續劇史上最偉大的領導者。

## 人物概述

### 海洋航空第815航班墜機前
傑克·謝潑德是一名美國脊椎神經外科醫生，他起程前往悉尼，為的是尋找父親克里斯蒂安·謝潑德醫生。
在他的醫療生涯中，傑克為因車禍而損壞了脊椎的女子薩拉做手術。他說服薩拉，手術不會緩和她的癱瘓，手術很大機會失敗。手術後奇蹟地發現薩拉能移動腳趾，腿部亦回復知覺。他們後來結婚，但最終，由於傑克的工作，兩人離婚。當上飛機時，傑克已經回復單身，也看不見他手中佩帶結婚戒指。他後來承認，結婚戒指只怕留在他的襪子抽屜中慢慢生銹了。
傑克和他的父親為意大利來的腫瘤患者安格魯作手術，安格魯女兒加夫列拉是他的翻譯。傑克和他的父親認為，上次薩拉的奇蹟不會在安格魯身上再次出現。在家中，薩拉告訴她的懷孕測試是陰性反應，傑克反而放心。傑克的父親克里斯蒂安，看見傑克被加夫列拉吸引住，便勸告他不要欺騙妻子。安格魯死於手術桌一個月後，傑克在開車途中看見加夫列拉，他設法慰問。加夫列拉最後親吻傑克，傑克告訴她這是件錯事。當他回到家中，傑克發現薩拉神色有異，於是要求妻子交代她發生什麼了。她告訴他，因傑克常常工作，不理會她，她便有了第三者，薩拉離開了家，不再回來。之後，傑克變成了工作狂，感到他對婚姻的貢獻只有失敗。
傑克的父親克里斯蒂安在酒精的影響下為一名婦女做手術，護士告訴傑克父親的狀況，結果他接手手術。傑克無法救回婦女，她死去。克里斯蒂安向傑克施壓，要求他簽署報告，說明該婦女是重傷而非手術失當致死。但他在見證會期間發現婦女死前已經懷孕，於是說出真相，表示父親切斷了主要動脈造成婦女的致命損傷。父親醫療事業盡毀，最終流落悉尼。在那裡，克里斯蒂安遇到在酒吧喝悶酒的索耶，告訴他他想道歉和告訴他的兒子做了正確的事，但自己太軟弱了，以至於不敢告訴他。克里斯蒂安·謝潑德後來死於一次酒精帶來的心臟病發作。當傑克離開美國，他以為父親只是失蹤，但最終在悉尼太平間找到他。在機場上，航空公司人員拒絕傑克帶父親的遺體上機，要他等下一班，不過傑克的堅持，他成功上機。
在飛行之前，傑克在機場酒吧與一名同班機飛行的女子安娜-露西亞·科特斯交談。二人許諾飛行期間以後互相見面，雖然他們坐在飛機的不同部分。
在飛機上，他坐在另一名乘客露絲·韓德森的旁邊。露絲告訴她丈夫上了機尾的衛生間裡，傑克許諾照顧她直到他丈夫回來。但就那時，飛機失控，斷成三節，傑克失去知覺。
傑克在飛機上的座位編號是23B，符合島上其中一個神秘數字，23。
傑克的婚禮在8月15日舉行，與航班編號一樣，符合島上其中兩個神秘數字，8和15。

### 在島上
在「機長：第一部分」，傑克在竹林中醒來，林中掛上了自飛機跌出的行李物件。他去到海灘，發現飛機的殘骸，許多墜機生還者受傷，作為醫生，他火速救助衆多傷者，用最簡陋的辦法將奄奄一息的人們一個個救活。之後，傑克獨自走到海灘一角，他揭開衣衫，原來他也受傷了。另一個女生還者凱特發現傑克，傑克著凱特用棉線縫合他的傷口，成為他們友誼的起點。他帶領凱特與查理發現飛機三節中的一節，機頭駕駛艙和內裡的收發器。而機長還活著，但之後三人他們一起目擊機長被怪物殺死。
由於傑克的醫療訓練迅速救護他人，和他的魄力，傑克被推舉為生還者的領導。他亦墜入索耶、凱特三角關係中。在「徒步旅行」 和「白兔」中，傑克遠遠地看到已逝去的父親身影。他追逐父親，最終父親帶領他到淡水水源和能居住的山洞。傑克並且發現父親的棺材，但遺體卻不見了，只留下一隻白兔娃娃，傑克激動得打碎棺材。他父親的遺體仍然是下落不明。傑克帶一些生還者入住山洞，不過一些生還者拒絕，留在海灘上，希望救護船看到他們。
直到「每個好牛仔都有父親問題」，傑克主要執行醫生責任，譬如幫助治療香農的哮喘，及克萊爾的夢遊症。在那個情節，他發現伊森在他拐騙查理和克萊爾之後。立即找尋他們，他們找到查理被絞勒吊在樹上，傑克試圖以心肺復甦術救他，但一點用都沒有。既使凱特告訴傑克放棄，傑克依然繼續，直到查理透得過氣醒來為止。
當凱特發現押解她的美國法警行李，她利用傑克，使他幫助自己掘出法警的屍體和行李鑰匙。傑克發現行李內有手槍之後，他成功地保存和掩藏鑰匙。他首先分派手槍，與索耶、查理和薩伊德設置陷井捉拿伊森。在「陰謀」 和「不要傷害他」中，傑克拼命醫治受了致命傷的布恩，他輸了自己的O-型血給布恩。布恩最終要求傑克放棄，傑克贊成。從那以後，傑克將布恩之死遷怒洛克，洛克不告訴傑克一切真相。
在「大旅程：第一部分」，傑克在“黑岩”中檢索炸藥，計劃利用炸藥打開神奇艙口的封蓋。在他離開之前，索耶告訴他關於自己與他的父親的相遇。傑克和洛克到最後對是否打開艙口封蓋意見分歧，洛克認為意見分歧的原因是傑克為“信奉科學之人”，自己則是“信奉命運之人”。
在「信奉科學，信奉命運」和「漂流」中，洛克和凱特獨自進入艙口，被艙中的神秘居住者捉住，傑克進入艙內探索。傑克發現，艙中的神秘居住者竟就是為薩拉做手術的前一天有一面之緣的德斯蒙德。
在「碰撞」中，傑克驚見安娜-露西亞和其他機尾的生還者，安娜-露西亞大意下射殺了香農·盧瑟福。
在「凱特做了什麼」中，傑克努力對抗對凱特的特殊感覺。他聽到神志不清的索耶宣稱對她的愛，並且在密林中，凱特突然親吻了傑克。在情節的結尾，傑克援助安娜-露西亞供，結果其它生還者疏遠了他。他給她龍舌蘭酒，她說只好在許多許多星期以後才能請傑克到酒吧回報他了。
在「一群狩獵者」中，麥可為找尋被其他人擄走的兒子沃特，向洛克學習槍法，事成後打暈了洛克，獨自找尋兒子。於是傑克和洛克追了上去，他請求凱特不要來，她依然跟隨他們，結果其他人出現，扣押凱特為人質。其他人宣稱島是他們的，要以一條線分隔開其他人和生還者的領土，為了救凱特，生還者放下他們的武器，凱特為剛才的事道歉。以後，傑克問安娜-露西亞，認為訓練軍隊需時多久。
最後，傑克在原本墜機的竹林裡，看著同伴的飛機遠去後死亡。

## 人物瑣事
- 在劇本的草稿中，傑克應該被中途殺害，但是由於早期讀者要求保留他，福斯電視台便將他塑造成永久角色，更考慮特邀明星譬如邁克爾·卡頓飾演傑克，但最後毃定由馬修·福克斯飾演。
- 傑克·謝潑德左肩上紋有「鷹擊長空」四個中文字，在劇中，他說在泰國紋的。事實上馬修在拍攝《迷》之前已有此紋身，攝製團隊本來亦計劃以化妝技術遮蓋它。 [1]